# Cordon El Infierno
Cordon El Infierno är en ås i Mexiko.   Den ligger i delstaten Sonora, i den nordvästra delen av landet, 1 600 km nordväst om huvudstaden Mexico City. Cordon El Infierno ingår i Sierra de Aconchi.